# Takula Tofao
Der Takula Tofao, auch Tacula Tefao, ist ein Helm aus Indonesien.

## Beschreibung
Der Takula Tofao besteht in der Regel aus Stahl. Die Form ist schüsselförmig und besteht aus Stahlbändern die mit Nieten oder Metalldraht zusammengefügt sind. Er hat einen schmalen Helmrand und zwei nach der Länge und der Breite angeordnete Kämme, die mit spitzen Stacheln versehen sind. Bei manchen Versionen sind Ohrenschützer angebracht. Der Helm ist oft mit großen Ornamenten aus Eisen oder Horn verziert, die in der Form des Lebensbaumes oder als Fantasiefiguren ausgearbeitet sind. Der Innenhelm besteht aus geflochtenen Rattanschnüren. Der Takula Tofao wird von Ethnien in Indonesien benutzt.

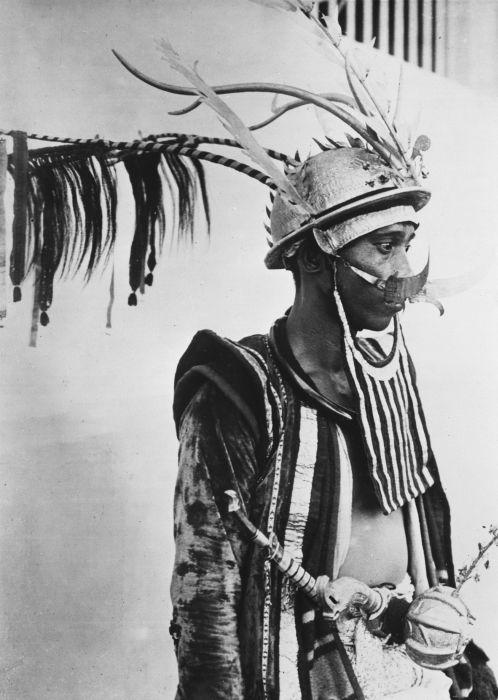
Indonesischer Krieger mit Takua Tofao Helm